# بند امیر نظام گروس
بند امیر نظام گروس مربوط به دوران‌های تاریخی پس از اسلام است و در شهرستان بیجار، بخش مرکزی، روستای کانی کن واقع شده و این اثر در تاریخ ۲۴ فروردین ۱۳۸۲ با شمارهٔ ثبت ۸۰۴۲ به‌عنوان یکی از آثار ملی ایران به ثبت رسیده است.